# Raoul Dandurand
Raoul Dandurand, né le 4 novembre 1861 à Montréal et mort le 11 mars 1942, est un avocat et un homme politique canadien.

## Jeunesse et famille
Né à Montréal le 4 novembre 1861, il étudie à l'Université Laval à Montréal et il est admis au barreau du Québec. Il épouse Joséphine Marchand, la fille du premier ministre Félix-Gabriel Marchand.

## Carrière politique

### Politique fédérale
Nommé au Sénat par Wilfrid Laurier, il fait partie du gouvernement de Mackenzie King.
En 1911, Dandurand devient le président de la section montréalaise du Comité France-Amérique (CFA), qui venait tout juste d'être créée pour rapprocher les Canadiens-français et les Français.
Il est président du Sénat du Canada de 1905 à 1909.

### Politique internationale
Un des rédacteurs du protocole de Genève, il représente le Canada à la Société des Nations et exige l'indépendance entière du Canada du Royaume-Uni, y compris en politique étrangère. Entre 1925 et 1926, il est président de l'Assemblée générale de la Société des Nations.

#### Prise de position contre la persécution des Juifs
En 1933, alors que commence en Allemagne la persécution systématique des Juifs, Dandurand est invité à prendre la parole à une assemblée de protestation anti-hitlérienne à l'aréna Mont-Royal le 6 avril. Honoré Mercier (fils), et Fernand Rinfret sont aussi présents. En réponse à ce rassemblement, le groupement Jeune-Canada tient une contre-assemblée au Gésù, le 20 avril. En prenant la parole pendant cette réunion, Pierre Dansereau dénonce la participation « de quelques-uns de leurs aînés » dans un discours antisémite à l'aréna Mont-Royal :
« M. Pierre Dansereau, président de la réunion, en a expliqué l'objet dans une alerte allocution. Les Jeune-Canada, au nom du bon sens, viennent protester contre une trop flagrante violation de la mesure par quelques-uns de leurs aînés qui ont, en leur qualité officielle, pris parti à une assemblée des Juifs de Montréal contre la prétendue persécution dont les Juifs d’Allemagne seraient victimes.»
Le Devoir résuma en ces termes le reproche de Dansereau :
« Si les Juifs voulaient protester contre Hitler, c’était leur affaire, ils nous ont donné un exemple de solidarité. Mais les nôtres n'avaient pas le droit de se mêler officiellement de cela. »
Dans une lettre publiée le 25 avril suivant par Le Devoir, Dandurand répondit et justifia son action :
« M. Jacobs [qui l'avait invité] ne me fit pas l’injure de me demander si je partageais son sentiment sur les événements qui se déroulaient en Allemagne car, pour lui comme pour moi, Hitler était déjà condamné par la conscience universelle. »
Il cita ensuite la condamnation de la persécution juive par l'archevêque de Paris et mentionna d'autres manifestations anti-hitlérienne en France. Il critiqua l'assemblée du Gésù en ces termes :
« Nous allons leur [les Juifs] exprimer nos sympathies, en protestant contre cette persécution, et voilà que la jeunesse des Jeune-Canada croit devoir convoquer le public pour s'insurger contre l’expression de nos sympathies, et marquer ainsi son antipathie! Non seulement leur mouvement fut dénué de toute charité chrétienne mais, il faut bien le dire, de tout sentiment humain. C'était manquer aux convenances les plus élémentaires que de choisir ce moment pour accabler des malheureux. Convoquer une assemblée pour protester contre des sympathies exprimées à des opprimés, c’était commettre l'acte le plus cruel dont j'aie encore entendu parler. »

## Décès

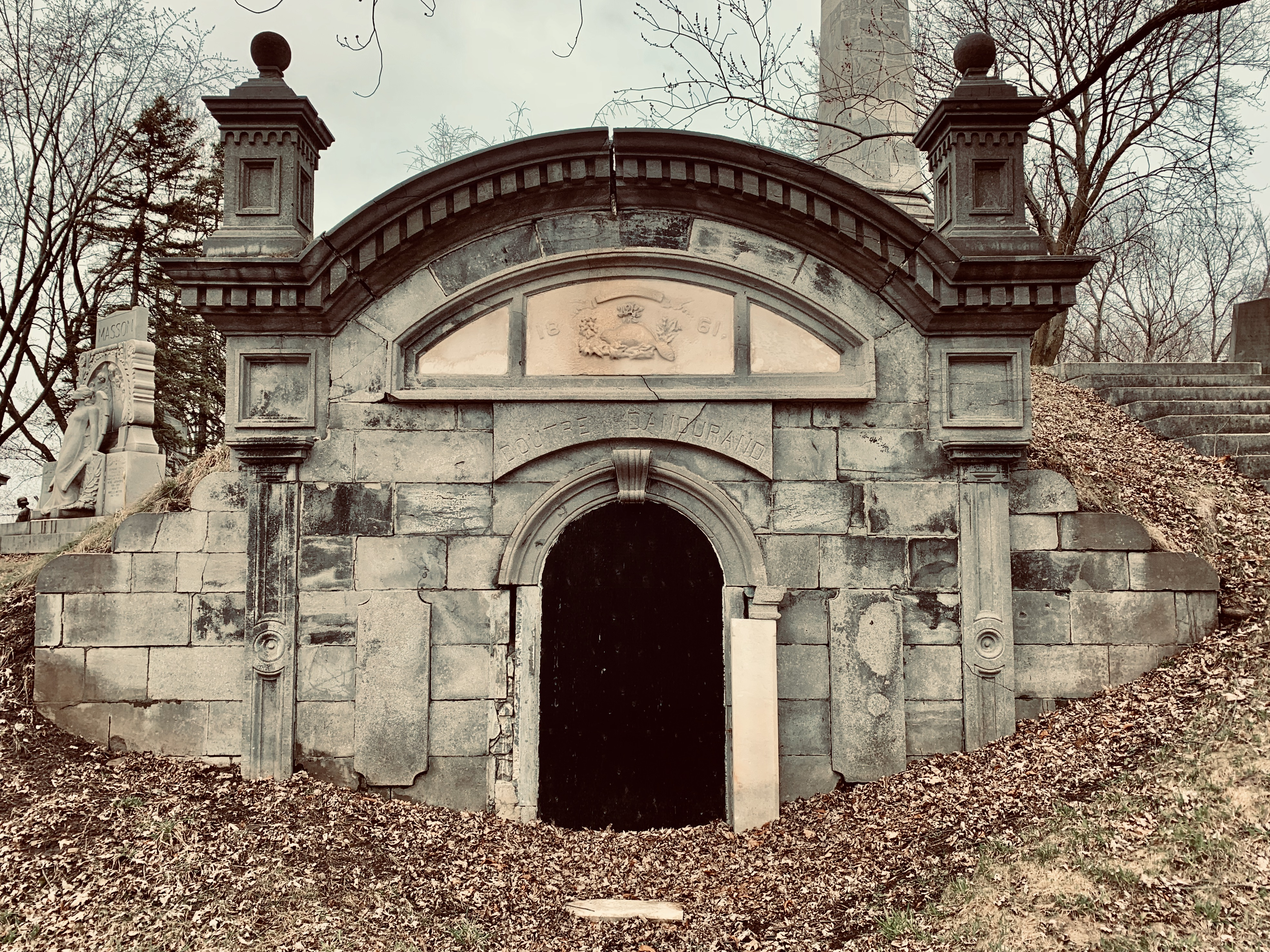
Le mausolée Doutre-Dandurand au cimetière Notre-Dame-des-Neiges à Montréal où repose Raoul-Dandurand

Dandurand décéda à Ottawa le 11 mars 1942 à l'âge de 80 ans. Sa sépulture est située dans le Cimetière Notre-Dame-des-Neiges, à Montréal.

## Honneurs
- Chaire Raoul-Dandurand
- Grand-officier de la Légion d'honneur

## Source
- Jean-Yves Grenon, « Raoul Dandurand : pionnier de la diplomatie canadienne », Revue d'histoire du Québec, vol. 5, no 4,‎ 1990, p. 61-64 (lire en ligne)

## Archives
Il y a une Collection Dandurand-Marchand à Bibliothèque et Archives Canada.